# سوفيت القوميات
سوفيت القوميات (الروسية: Совет Национальностей، رومنة: Sovyet Natsionalnostey) وتعني بالعربية مجلس القوميات، كان الغرفة البرلمانية الأعلى من مجلس السوفيت الأعلى لاتحاد الجمهوريات الاشتراكية السوفيتية، انتخب على أساس عالمي، على قدم المساواة و انتخاب مباشر بواسطة الاقتراع السري وفقا للمبادئ الديمقراطية السوفيتية. حتى انتخابات جلاسنوست وانتخابات عام 1989، لم يُسمح إلا للمرشحين الذين وافق عليهم الحزب الشيوعي السوفيتي بالمشاركة في الانتخابات. وقد نجح السوفيت الجمهوريون في فترة وجيزة من أكتوبر إلى ديسمبر من عام 1991.
على عكس الاتحاد السوفيتي تألف القوميات السوفيتية من جنسيات الاتحاد السوفيتي، والتي بدورها اتبعت التقسيم الإداري بدلاً من كونها تمثل مجموعات عرقية.
في 26 ديسمبر 1991، تبنى السوفيت الجمهوريون قرارًا يعلن أن الاتحاد السوفيتي لم يعد موجودًا كدولة فاعلة وصوت كل من الاتحاد السوفيتي نفسه. كان الاتحاد السوفيتي قد تم حله فعليًا قبل أسبوعين عندما استدعت روسيا نوابها، تاركةً ذلك دون النصاب القانوني. كان إعلان القوميات السوفيتية بمثابة الخطوة القانونية الأخيرة في حل الاتحاد السوفيتي.